# Lunca (okręg Gałacz)
Lunca – wieś w Rumunii, w okręgu Gałacz, w gminie Jorăști. W 2011 roku liczyła 256 mieszkańców.